# Église de la Madonna della Neve (Santa Fiora)
L'église de la Madonna della Neve est un des édifices catholiques du bas du bourg médiéval de la ville de Santa Fiora, en province de Grosseto.
L'église est dite aussi « della Piscina » car sous son pavement l'eau qui sourd, donne naissance au fleuve Fiora, et alimente ensuite un bassin datant du Moyen Âge, nommé La Peschiera. 
La façade de l'église est ornée d'un bas-relief en terracotta invetriata à la robbiana représentant les saintes patronnes de la ville Sante Flora e Lucilla.
À l'intérieur un tableau de forme ovale de Francesco Nasini (1640) expose des figures de saints.

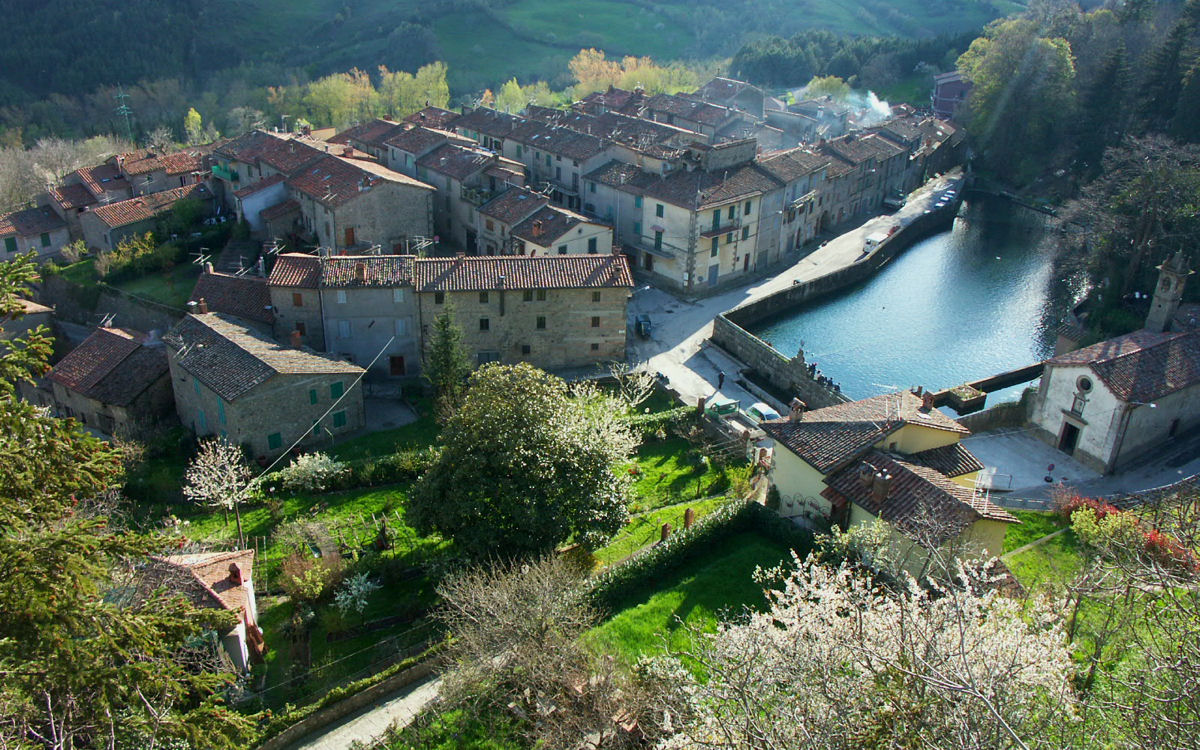
La Peschiera, vue des remparts

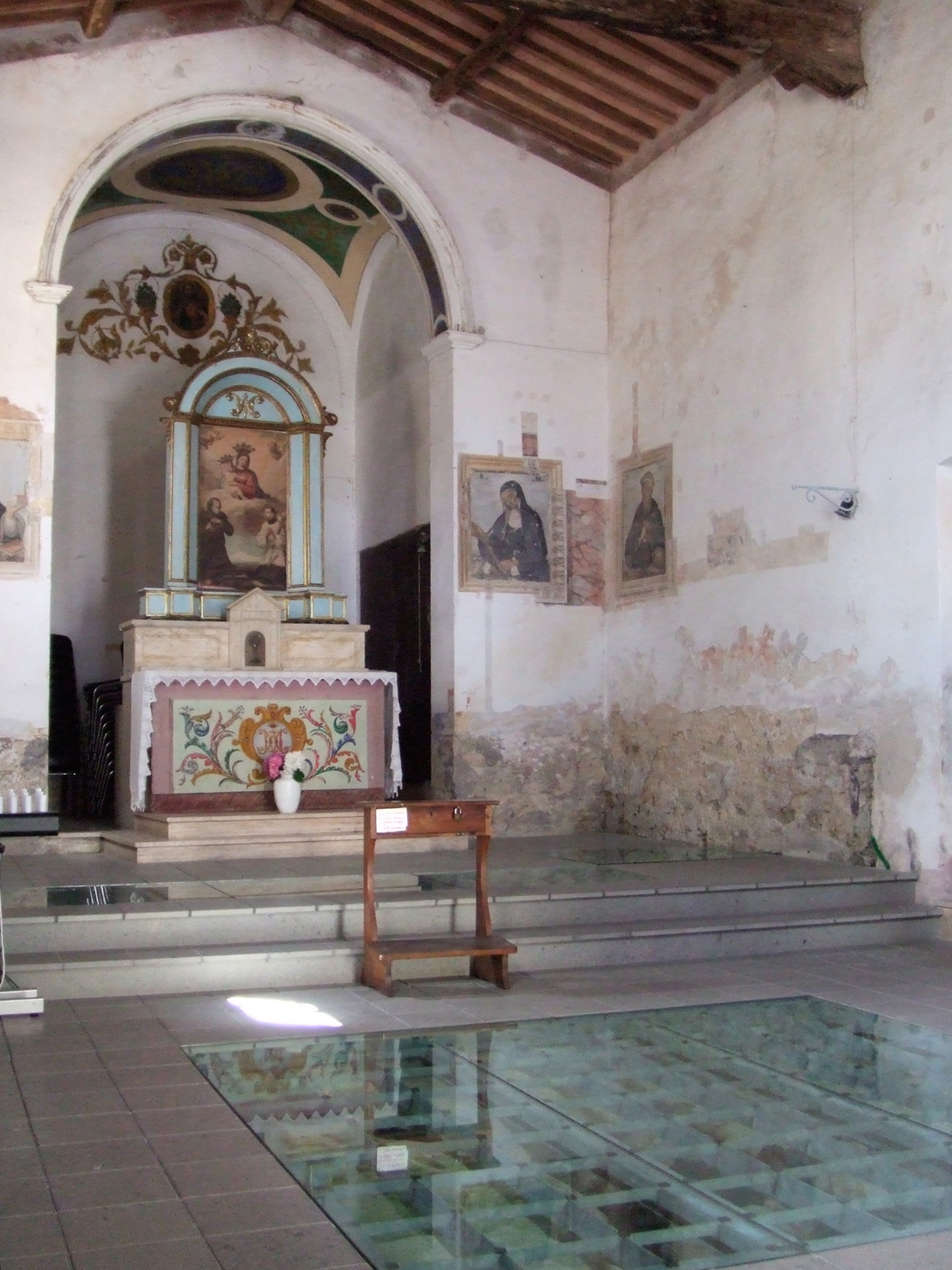
Autel et pavement vitré montrant les eaux de la Fiora